# Население Тульской области
Численность населения Тульской области по данным Федеральной службы государственной статистики составляет 1 456 791 чел. (2025). Плотность населения — 56,73 чел./км² (2025). Городское население — 
75,31 % (2022). В регионе сформировалась Тульско-Новомосковская агломерация, с населением более 1 млн человек. В области 23 городских поселения, крупнейшими из которых, помимо Тулы и Новомосковска, являются города с численностью свыше 50 тысяч человек: Донской, Алексин, Щёкино, Узловая.
Современная половозрастная структура населения в Тульской области может быть оценена как уникально плохая с точки зрения влияния на демографическую динамику. Эта уникальность состоит в том, что она одновременно способствует и снижению числа родившихся (в активный репродуктивный возраст входят малочисленные поколения родившихся в 1990-е годов) и увеличению числа умерших (возрастной рубеж 75 лет в ближайшие годы будут преодолевать относительно многочисленные поколения родившихся в послевоенные годы), то есть негативно влияет на естественный прирост населения с обеих сторон. Кроме демографических последствий, увеличение численности и доли населения пожилого возраста повысит нагрузку на здравоохранение, социальное обеспечение и социальное обслуживание.

## Динамика численности населения
Пик людности области пришёлся на 1974 год, когда в области проживало 1,94 млн человек. Область традиционно имеет отрицательный миграционный баланс во внутрироссийской миграции (в первую очередь за счёт обмена населением с Москвой и Московской областью), но в то же время частично восполняет потери за счёт положительного миграционного сальдо со странами СНГ. Население области сокращается с 1970-х годов. Основной причиной является депрессивное состояние промышленности и экономики области в целом, связанная с этим напряженная ситуация на рынке труда и выезд молодёжи за пределы региона, алкоголизм, очень низкая рождаемость, большое количество абортов. Среднегодовая убыль населения более 1 % в год . Отрицательный баланс рождаемости наблюдался ещё в начале 1970-х годов.
| 1897       | 1926       | 1928       | 1941       | 1944       | 1959       | 1970       | 1979       | 1987       | 1989       | 1990       | 1991       |
| ---------- | ---------- | ---------- | ---------- | ---------- | ---------- | ---------- | ---------- | ---------- | ---------- | ---------- | ---------- |
| 1 419 456  | ↗1 505 263 | ↗1 531 800 | ↗1 628 000 | ↘1 190 100 | ↗1 920 308 | ↗1 952 467 | ↘1 906 176 | ↘1 863 000 | ↗1 867 013 | ↘1 856 206 | ↘1 849 299 |
| 1992       | 1993       | 1994       | 1995       | 1996       | 1997       | 1998       | 1999       | 2000       | 2001       | 2002       | 2003       |
| ↘1 838 700 | ↘1 834 100 | ↘1 826 600 | ↘1 819 774 | ↘1 809 657 | ↘1 796 605 | ↘1 782 063 | ↘1 765 958 | ↘1 743 368 | ↘1 719 665 | ↘1 675 758 | ↘1 669 792 |
| 2004       | 2005       | 2006       | 2007       | 2008       | 2009       | 2010       | 2011       | 2012       | 2013       | 2014       | 2015       |
| ↘1 644 802 | ↘1 621 908 | ↘1 599 818 | ↘1 580 531 | ↘1 566 295 | ↘1 553 145 | ↗1 553 925 | ↘1 550 330 | ↘1 544 545 | ↘1 532 436 | ↘1 521 497 | ↘1 513 570 |
| 2016       | 2017       | 2018       | 2019       | 2020       | 2021       | 2022       | 2023       | 2024       | 2025       |            |            |
| ↘1 506 446 | ↘1 499 417 | ↘1 491 855 | ↘1 478 818 | ↘1 466 127 | ↗1 501 214 | ↘1 496 690 | ↘1 481 471 | ↘1 471 140 | ↘1 456 791 |            |            |

| Рождаемость (число родившихся на 1000 человек населения) | Рождаемость (число родившихся на 1000 человек населения) | Рождаемость (число родившихся на 1000 человек населения) | Рождаемость (число родившихся на 1000 человек населения) | Рождаемость (число родившихся на 1000 человек населения) | Рождаемость (число родившихся на 1000 человек населения) | Рождаемость (число родившихся на 1000 человек населения) | Рождаемость (число родившихся на 1000 человек населения) | Рождаемость (число родившихся на 1000 человек населения) | Рождаемость (число родившихся на 1000 человек населения) | Рождаемость (число родившихся на 1000 человек населения) | Рождаемость (число родившихся на 1000 человек населения) |
| 1970                                                     | 1975                                                     | 1980                                                     | 1985                                                     | 1990                                                     | 1995                                                     | 1996                                                     | 1997                                                     | 1998                                                     | 1999                                                     | 2000                                                     | 2001                                                     |
| -------------------------------------------------------- | -------------------------------------------------------- | -------------------------------------------------------- | -------------------------------------------------------- | -------------------------------------------------------- | -------------------------------------------------------- | -------------------------------------------------------- | -------------------------------------------------------- | -------------------------------------------------------- | -------------------------------------------------------- | -------------------------------------------------------- | -------------------------------------------------------- |
| 12,1                                                     | ↗12,3                                                    | ↘12,2                                                    | ↗12,3                                                    | ↘10,2                                                    | ↘7,3                                                     | ↘6,9                                                     | ↘6,7                                                     | ↗7                                                       | ↘6,5                                                     | ↗6,8                                                     | ↗7,2                                                     |
| 2002                                                     | 2003                                                     | 2004                                                     | 2005                                                     | 2006                                                     | 2007                                                     | 2008                                                     | 2009                                                     | 2010                                                     | 2011                                                     | 2012                                                     | 2013                                                     |
| ↗7,4                                                     | ↗7,9                                                     | →7,9                                                     | ↘7,8                                                     | ↗8                                                       | ↗8,4                                                     | ↗9                                                       | ↗9,5                                                     | →9,5                                                     | ↘9,4                                                     | ↗10,1                                                    | ↘9,9                                                     |
| 2014                                                     |                                                          |                                                          |                                                          |                                                          |                                                          |                                                          |                                                          |                                                          |                                                          |                                                          |                                                          |
| ↗10                                                      |                                                          |                                                          |                                                          |                                                          |                                                          |                                                          |                                                          |                                                          |                                                          |                                                          |                                                          |

| Смертность (число умерших на 1000 человек населения) | Смертность (число умерших на 1000 человек населения) | Смертность (число умерших на 1000 человек населения) | Смертность (число умерших на 1000 человек населения) | Смертность (число умерших на 1000 человек населения) | Смертность (число умерших на 1000 человек населения) | Смертность (число умерших на 1000 человек населения) | Смертность (число умерших на 1000 человек населения) | Смертность (число умерших на 1000 человек населения) | Смертность (число умерших на 1000 человек населения) | Смертность (число умерших на 1000 человек населения) | Смертность (число умерших на 1000 человек населения) |
| 1970                                                 | 1975                                                 | 1980                                                 | 1985                                                 | 1990                                                 | 1995                                                 | 1996                                                 | 1997                                                 | 1998                                                 | 1999                                                 | 2000                                                 | 2001                                                 |
| ---------------------------------------------------- | ---------------------------------------------------- | ---------------------------------------------------- | ---------------------------------------------------- | ---------------------------------------------------- | ---------------------------------------------------- | ---------------------------------------------------- | ---------------------------------------------------- | ---------------------------------------------------- | ---------------------------------------------------- | ---------------------------------------------------- | ---------------------------------------------------- |
| 9                                                    | ↗10,4                                                | ↗12,7                                                | ↗14,3                                                | ↗14,4                                                | ↗19,4                                                | ↘18,4                                                | ↘18,2                                                | →18,2                                                | ↗20,2                                                | ↗21                                                  | ↗21,5                                                |
| 2002                                                 | 2003                                                 | 2004                                                 | 2005                                                 | 2006                                                 | 2007                                                 | 2008                                                 | 2009                                                 | 2010                                                 | 2011                                                 | 2012                                                 | 2013                                                 |
| ↗21,8                                                | ↗22,6                                                | ↘21,7                                                | ↗22                                                  | ↘20,9                                                | ↘20,4                                                | →20,4                                                | ↘19,4                                                | ↘19,3                                                | ↘17,7                                                | →17,7                                                | ↘17,4                                                |
| 2014                                                 |                                                      |                                                      |                                                      |                                                      |                                                      |                                                      |                                                      |                                                      |                                                      |                                                      |                                                      |
| ↘17,1                                                |                                                      |                                                      |                                                      |                                                      |                                                      |                                                      |                                                      |                                                      |                                                      |                                                      |                                                      |

По данным оперштаба, в Тульской области за период пандемии от COVID-19 умерли 5 тысяч 266 человек.
| Естественный прирост населения (на 1000 человек населения, знак (-) означает естественную убыль населения) | Естественный прирост населения (на 1000 человек населения, знак (-) означает естественную убыль населения) | Естественный прирост населения (на 1000 человек населения, знак (-) означает естественную убыль населения) | Естественный прирост населения (на 1000 человек населения, знак (-) означает естественную убыль населения) | Естественный прирост населения (на 1000 человек населения, знак (-) означает естественную убыль населения) | Естественный прирост населения (на 1000 человек населения, знак (-) означает естественную убыль населения) | Естественный прирост населения (на 1000 человек населения, знак (-) означает естественную убыль населения) | Естественный прирост населения (на 1000 человек населения, знак (-) означает естественную убыль населения) | Естественный прирост населения (на 1000 человек населения, знак (-) означает естественную убыль населения) | Естественный прирост населения (на 1000 человек населения, знак (-) означает естественную убыль населения) | Естественный прирост населения (на 1000 человек населения, знак (-) означает естественную убыль населения) | Естественный прирост населения (на 1000 человек населения, знак (-) означает естественную убыль населения) |
| 1970 | 1975 | 1980 | 1985 | 1990 | 1995 | 1996 | 1997 | 1998 | 1999 | 2000 | 2001 |
| --- | --- | --- | --- | --- | --- | --- | --- | --- | --- | --- | --- |
| 3,1 | ↘1,9 | ↘−0,5 | ↘−2 | ↘−4,2 | ↘−12,1 | ↗−11,5 | →−11,5 | ↗−11,2 | ↘−13,7 | ↘−14,2 | ↘−14,3 |
| 2002 | 2003 | 2004 | 2005 | 2006 | 2007 | 2008 | 2009 | 2010 | 2011 | 2012 | 2013 |
| ↘−14,4 | ↘−14,7 | ↗−13,8 | ↘−14,2 | ↗−12,9 | ↗−12 | ↗−11,4 | ↗−9,9 | ↗−9,8 | ↗−8,3 | ↗−7,6 | ↗−7,5 |
| 2014 | | | | | | | | | | | |
| ↗−7,1 | | | | | | | | | | | |

| Ожидаемая продолжительность жизни при рождении (число лет) | Ожидаемая продолжительность жизни при рождении (число лет) | Ожидаемая продолжительность жизни при рождении (число лет) | Ожидаемая продолжительность жизни при рождении (число лет) | Ожидаемая продолжительность жизни при рождении (число лет) | Ожидаемая продолжительность жизни при рождении (число лет) | Ожидаемая продолжительность жизни при рождении (число лет) | Ожидаемая продолжительность жизни при рождении (число лет) | Ожидаемая продолжительность жизни при рождении (число лет) | Ожидаемая продолжительность жизни при рождении (число лет) | Ожидаемая продолжительность жизни при рождении (число лет) | Ожидаемая продолжительность жизни при рождении (число лет) |
| 1990                                                       | 1991                                                       | 1992                                                       | 1993                                                       | 1994                                                       | 1995                                                       | 1996                                                       | 1997                                                       | 1998                                                       | 1999                                                       | 2000                                                       | 2001                                                       |
| ---------------------------------------------------------- | ---------------------------------------------------------- | ---------------------------------------------------------- | ---------------------------------------------------------- | ---------------------------------------------------------- | ---------------------------------------------------------- | ---------------------------------------------------------- | ---------------------------------------------------------- | ---------------------------------------------------------- | ---------------------------------------------------------- | ---------------------------------------------------------- | ---------------------------------------------------------- |
| 68,6                                                       | ↘68,5                                                      | ↘67,4                                                      | ↘64,6                                                      | ↘62,7                                                      | ↗63,6                                                      | ↗64,8                                                      | ↗65,5                                                      | ↗65,9                                                      | ↘64,2                                                      | ↘63,1                                                      | ↘63                                                        |
| 2002                                                       | 2003                                                       | 2004                                                       | 2005                                                       | 2006                                                       | 2007                                                       | 2008                                                       | 2009                                                       | 2010                                                       | 2011                                                       | 2012                                                       | 2013                                                       |
| ↘62,9                                                      | ↘62,6                                                      | ↗63                                                        | ↘62,9                                                      | ↗64,2                                                      | ↗65                                                        | ↗65,4                                                      | ↗66,7                                                      | ↗67,1                                                      | ↗68,6                                                      | ↗68,9                                                      | ↗69,4                                                      |
| 2015                                                       | 2019                                                       | 2020                                                       | 2021                                                       |                                                            |                                                            |                                                            |                                                            |                                                            |                                                            |                                                            |                                                            |
| ↗70,1                                                      | ↗72,2                                                      | ↘70,2                                                      | ↘69                                                        |                                                            |                                                            |                                                            |                                                            |                                                            |                                                            |                                                            |                                                            |

Соотношение мужчин и женщин (данные Росстат)
| Год  | Количество женщин на 1000 мужчин |
| ---- | -------------------------------- |
| 2005 | 1230                             |
| 2010 | 1230                             |
| 2011 | 1223                             |
| 2012 | 1222                             |
| 2013 | 1220                             |
| 2014 | 1217                             |
| 2015 | 1217                             |
| 2016 | 1214                             |
| 2017 | 1211                             |

## Урбанизация
По данным всесоюзных и всероссийских переписей:
| год                       | 1959      | 1970       | 1979       | 1989       | 2002       | 2010       |
| ------------------------- | --------- | ---------- | ---------- | ---------- | ---------- | ---------- |
| всё население, чел.       | 1 920 308 | ↗1 952 467 | ↘1 906 176 | ↘1 867 013 | ↘1 675 758 | ↘1 553 925 |
| городское население, чел. | 1 167 616 | ↗1 392 362 | ↗1 487 653 | ↗1 513 115 | ↘1 366 818 | ↘1 233 689 |
| городское население, %    | 60,8      | ↗ 71,3     | ↗ 78,0     | ↗ 81,0     | ↗ 81,6     | ↘ 79,4     |

Всё и городское население (его доля) по данным всесоюзных и всероссийских переписей:

## Занятость населения
Общая численность трудовых ресурсов Тульской области в 2021 году составила 713 тысяч человек, что на 58,1 тысячу человек меньше, чем в 2010 году. Численность безработных по материалам выборочного обследования рабочей силы на конец 2021 года составлила 30,1 тысяч человек. Данный показатель снизился на 16,9 тысяч человек (36 %) по сравнению с 2010 годом, однако ситуация, сложившаяся в 2020 году в связи с введением ограничительных мероприятий по предупреждению распространения COVID-19, оказала негативное влияние на рынок труда региона и привела в том числе к небольшому росту численности безработных граждан. В целях обеспечения трудоустройства безработных граждан в регионе осуществляется разработка и реализация активных программ занятости в соответствии с государственной программой Тульской области «Содействие занятости населения Тульской области».
Численность безработных граждан, зарегистрированных в органах занятости населения Тульской области, по состоянию на конец 2021 года составила 4 тысячи человек, уровень регистрируемой безработицы — 0,5 % рабочей силы. Потребность в работниках, заявленная работодателями в органы занятости населения, составила 27,8 тыс. единиц вакансий (19,6 тысяч единиц (70,5 %) — по рабочим профессиям), коэффициент напряженности на рынке труда — 0,2 человека на 1 вакансию.
Наибольшее количество вакансий в 2021 году было заявлено по таким рабочим профессиям как «швея», «водитель автомобиля» (различных категорий), «продавец продовольственных товаров», «укладчик-упаковщик», «монтажник», «повар», «электрогазосварщик», «слесарь», «оператор свиноводческих комплексов и механизмов», «оператор механизированных и автоматизированных складов», «тракторист-машинист сельскохозяйственного производства», «электромонтер по ремонту и обслуживанию электрооборудования», «токарь», «каменщик», «оператор котельной», «оператор связи», «почтальон», «кладовщик», «кассир». В то же время были востребованы профессии, не требующие квалификации: «уборщик производственных и служебных помещений», «подсобный рабочий», «грузчик», «дворник», «уборщик территорий», «обработчик рыбы», «комплектовщик» и другие..
С 1 октября 2021 года всем работникам бюджетной сферы проиндексирована заработная плата на 3,9 %. По уровню заработной платы по всем категориям работников Тульская область в основном занимает 4-6 места среди субъектов, входящих в Центральный федеральный округ. В 2022 году Тульская область заняла 16-е место в рейтинге регионов по рынку труда среди 85 субъектов России.

## Распределение по муниципальным образованиям
|                                               | Численность населения на 1 января 2022 года |           |          |
| Муниципальные образования                     | Всего                                       | Городское | Сельское |
| Арсеньевский район                            | 9457                                        | 4622      | 4835     |
| Белёвский район                               | 18555                                       | 12484     | 6071     |
| Богородицкий район                            | 49447                                       | 30199     | 19248    |
| Венёвский район                               | 30835                                       | 13691     | 17144    |
| Воловский район                               | 13314                                       | 3560      | 9754     |
| Дубенский район                               | 13974                                       | 5655      | 8319     |
| Заокский район                                | 20395                                       | 6196      | 1419     |
| Каменский район                               | 8359                                        | -         | 8359     |
| Кимовский район                               | 36401                                       | 25142     | 11259    |
| Киреевский район                              | 71774                                       | 43099     | 28675    |
| Куркинский район                              | 9230                                        | 4856      | 4374     |
| Одоевский район                               | 11835                                       | 5134      | 6701     |
| Плавский район                                | 27177                                       | 15563     | 11614    |
| Суворовский район                             | 33217                                       | 17872     | 15345    |
| Тёпло-Огарёвский район                        | 11830                                       | 4838      | 6992     |
| Узловский район                               | 77479                                       | 49155     | 28324    |
| Чернский район                                | 18944                                       | 6183      | 12761    |
| Щёкинский район                               | 103098                                      | 73338     | 30760    |
| Ясногорский район                             | 28008                                       | 14984     | 13024    |
| Городские округа                              | Всего                                       | Городское | Сельское |
| Городской округ город Тула                    | 535707                                      | 467955    | 67752    |
| Городской округ город Алексин                 | 66243                                       | 57102     | 9141     |
| Городской округ город Донской                 | 61477                                       | 61477     | -        |
| Городской округ город Ефремов                 | 54200                                       | 33965     | 20235    |
| Городской округ город Новомосковск            | 133021                                      | 121674    | 11347    |
| Городской округ рабочий посёлок Новогуровский | 3342                                        | 3342      | -        |
| Городской округ Славный                       | 1796                                        | 1796      | -        |

## Национальный состав населения
|                           | 1959 чел. | %        | 1979 чел. | %        | 1989 чел. | %        | 2002 чел. | % от всего | % от указав- ших нацио- наль- ность | 2010 чел. | % от всего | % от указав- ших нацио- наль- ность |
| ------------------------- | --------- | -------- | --------- | -------- | --------- | -------- | --------- | ---------- | ----------------------------------- | --------- | ---------- | ----------------------------------- |
| всего                     | 1920308   | 100,00 % | 1907575   | 100,00 % | 1861411   | 100,00 % | 1675758   | 100,00 %   |                                     | 1553925   | 100,00 %   |                                     |
| Русские                   | 1822026   | 94,88 %  | 1828898   | 95,88 %  | 1774939   | 95,35 %  | 1595564   | 95,21 %    | 95,46 %                             | 1462184   | 94,10 %    | 95,31 %                             |
| Украинцы                  | 43211     | 2,25 %   | 34607     | 1,81 %   | 36264     | 1,95 %   | 22260     | 1,33 %     | 1,33 %                              | 15027     | 0,97 %     | 0,98 %                              |
| Армяне                    | 629       | 0,03 %   | 839       | 0,04 %   | 1394      | 0,07 %   | 6507      | 0,39 %     | 0,39 %                              | 9145      | 0,59 %     | 0,60 %                              |
| Татары                    | 15431     | 0,80 %   | 10305     | 0,54 %   | 9551      | 0,51 %   | 8968      | 0,54 %     | 0,54 %                              | 7878      | 0,51 %     | 0,51 %                              |
| Азербайджанцы             | 267       | 0,01 %   | 498       | 0,03 %   | 2006      | 0,11 %   | 4491      | 0,27 %     | 0,27 %                              | 5629      | 0,36 %     | 0,37 %                              |
| Цыгане                    | 1183      | 0,06 %   | 1943      | 0,10 %   | 2296      | 0,12 %   | 3843      | 0,23 %     | 0,23 %                              | 4043      | 0,26 %     | 0,26 %                              |
| Белорусы                  | 11032     | 0,57 %   | 9222      | 0,48 %   | 9928      | 0,53 %   | 5974      | 0,36 %     | 0,36 %                              | 3645      | 0,23 %     | 0,24 %                              |
| Узбеки                    | 213       | 0,01 %   | 336       | 0,02 %   | 790       | 0,04 %   | 782       | 0,05 %     | 0,05 %                              | 3263      | 0,21 %     | 0,21 %                              |
| Немцы                     | 12928     | 0,67 %   | 7791      | 0,41 %   | 7049      | 0,38 %   | 4689      | 0,28 %     | 0,28 %                              | 2718      | 0,17 %     | 0,18 %                              |
| Молдаване                 | 1130      | 0,06 %   | 1457      | 0,08 %   | 1912      | 0,10 %   | 1656      | 0,10 %     | 0,10 %                              | 2128      | 0,14 %     | 0,14 %                              |
| Таджики                   |           |          | 54        | 0,00 %   | 344       | 0,02 %   | 599       | 0,04 %     | 0,04 %                              | 1837      | 0,12 %     | 0,12 %                              |
| Грузины                   | 403       | 0,02 %   | 472       | 0,02 %   | 951       | 0,05 %   | 1925      | 0,11 %     | 0,12 %                              | 1807      | 0,12 %     | 0,12 %                              |
| Езиды                     |           |          |           |          |           |          | 608       | 0,04 %     | 0,04 %                              | 1075      | 0,07 %     | 0,07 %                              |
| Вьетнамцы                 |           |          |           |          | 7         | 0,00 %   | 92        | 0,01 %     | 0,01 %                              | 1058      | 0,07 %     | 0,07 %                              |
| Лезгины                   |           |          | 88        | 0,00 %   | 636       | 0,03 %   | 874       | 0,05 %     | 0,05 %                              | 882       | 0,06 %     | 0,06 %                              |
| Мордва                    | 1436      | 0,07 %   | 1289      | 0,07 %   | 1777      | 0,10 %   | 1217      | 0,07 %     | 0,07 %                              | 852       | 0,05 %     | 0,06 %                              |
| Чуваши                    | 1080      | 0,06 %   | 905       | 0,05 %   | 1317      | 0,07 %   | 1085      | 0,06 %     | 0,06 %                              | 840       | 0,05 %     | 0,05 %                              |
| Евреи                     | 4951      | 0,26 %   | 3930      | 0,21 %   | 2889      | 0,16 %   | 1268      | 0,08 %     | 0,08 %                              | 838       | 0,05 %     | 0,05 %                              |
| Корейцы                   | 381       | 0,02 %   | 282       | 0,01 %   | 267       | 0,01 %   | 367       | 0,02 %     | 0,02 %                              | 772       | 0,05 %     | 0,05 %                              |
| Киргизы                   |           |          | 18        | 0,00 %   | 163       | 0,01 %   | 57        | 0,00 %     | 0,00 %                              | 670       | 0,04 %     | 0,04 %                              |
| Аварцы                    |           |          | 64        | 0,00 %   | 247       | 0,01 %   | 488       | 0,03 %     | 0,03 %                              | 567       | 0,04 %     | 0,04 %                              |
| Даргинцы                  |           |          | 28        | 0,00 %   | 203       | 0,01 %   | 275       | 0,02 %     | 0,02 %                              | 407       | 0,03 %     | 0,03 %                              |
| Осетины                   | 184       | 0,01 %   | 239       | 0,01 %   | 411       | 0,02 %   | 409       | 0,02 %     | 0,02 %                              | 406       | 0,03 %     | 0,03 %                              |
| Казахи                    | 236       | 0,01 %   | 262       | 0,01 %   | 556       | 0,03 %   | 332       | 0,02 %     | 0,02 %                              | 358       | 0,02 %     | 0,02 %                              |
| Рутульцы                  |           |          | 1         | 0,00 %   | 54        | 0,00 %   | 150       | 0,01 %     | 0,01 %                              | 345       | 0,02 %     | 0,02 %                              |
| Башкиры                   | 199       | 0,01 %   | 247       | 0,01 %   | 385       | 0,02 %   | 409       | 0,02 %     | 0,02 %                              | 340       | 0,02 %     | 0,02 %                              |
| Туркмены                  |           |          | 105       | 0,01 %   | 179       | 0,01 %   | 183       | 0,01 %     | 0,01 %                              | 336       | 0,02 %     | 0,02 %                              |
| Чеченцы                   |           |          | 85        | 0,00 %   | 373       | 0,02 %   | 469       | 0,03 %     | 0,03 %                              | 286       | 0,02 %     | 0,02 %                              |
| Китайцы                   |           |          | 22        | 0,00 %   | 19        | 0,00 %   | 251       | 0,01 %     | 0,02 %                              | 273       | 0,02 %     | 0,02 %                              |
| Поляки                    | 760       | 0,04 %   | 553       | 0,03 %   | 575       | 0,03 %   | 447       | 0,03 %     | 0,03 %                              | 269       | 0,02 %     | 0,02 %                              |
| Табасараны                |           |          | 1         | 0,00 %   | 93        | 0,00 %   | 174       | 0,01 %     | 0,01 %                              | 256       | 0,02 %     | 0,02 %                              |
| Гагаузы                   |           |          | 40        | 0,00 %   | 80        | 0,00 %   | 150       | 0,01 %     | 0,01 %                              | 253       | 0,02 %     | 0,02 %                              |
| другие                    | 2599      | 0,14 %   | 2947      | 0,15 %   | 3750      | 0,20 %   | 4883      | 0,29 %     | 0,29 %                              | 3760      | 0,24 %     | 0,25 %                              |
| указали национальность    | 1920279   | 100,00 % | 1907528   | 100,00 % | 1861405   | 100,00 % | 1671446   | 99,74 %    | 100,00 %                            | 1534147   | 98,73 %    | 100,00 %                            |
| не указали национальность | 29        | 0,00 %   | 47        | 0,00 %   | 6         | 0,00 %   | 4312      | 0,26 %     |                                     | 19778     | 1,27 %     |                                     |

Перепись населения 2020 года
По итогам переписи населения 2020 года проживали следующие национальности (национальности менее 0,1 % и другое см. в сноске к строке «Другие»):
| Национальность | Численность, чел. | Доля     |
| -------------- | ----------------- | -------- |
| Русские        | 1 315 064         | 87,60 %  |
| Армяне         | 9785              | 0,65 %   |
| Таджики        | 6463              | 0,43 %   |
| Украинцы       | 6155              | 0,41 %   |
| Узбеки         | 5391              | 0,36 %   |
| Азербайджанцы  | 4546              | 0,30 %   |
| Татары         | 4335              | 0,29 %   |
| Киргизы        | 1675              | 0,11 %   |
| Молдаване      | 1522              | 0,10 %   |
| Другие         | 146 278           | 9,75 %   |
| Итого          | 1 501 214         | 100,00 % |

## Общая карта
Легенда карты (при наведении на метку отображается реальная численность населения):
|  | Областной центр — Тула, 456 813 чел. |
|  | от 100 000 до 200 000 чел.           |
|  | от 25 000 до 100 000 чел.            |
|  | от 7000 до 25 000 чел.               |
|  | от 1000 до 7000 чел.                 |
|  | менее 1000 чел.                      |

### Демографическая политика
Для улучшения демографической ситуации и уровня жизни населения Тульской области принята социальная программа «Люди: качество ежедневной жизни», в которую вошли пять проектов. Проект «Мой семейный центр» помогает семьям трудоустроиться, подобрать оптимальный способ займа средств, подтвердить право на льготу или субсидию, улучшить жилищные условия, урегулировать конфликтные ситуации. В рамках реализации проекта «Мои возможности» оказывают помощь всем категориям людей с инвалидностью. Проект «Тульское долголетие» предусматривает помощь пожилым людям в разрешении трудных жизненных ситуаций. В рамках проекта «Миграция и занятость» предлагается комплекс услуг и решений для трудоустройства жителей региона и мигрантов. Пилотный проект «Репродуктивное здоровье» предусматривает объединение усилий систем здравоохранения и социальной защиты для формирования комфортной семейно-ориентированной среды в регионе. Проект включает в себя медицинские профилактические мероприятия по репродуктивным нарушениям и социальную поддержку малоимущих семей.
На территории региона также реализуется государственная программа «Улучшение демографической ситуации и поддержка семей, воспитывающих детей, в Тульской области», направленая на финансовую поддержку семей с детьми, а также на решение демографических вопросов, стимулирующих принятие решений о рождении детей. На начало 2022 года получателями мер социальной поддержки являются 61636 семей, в которых воспитываются 116595 детей.. С 2020 года в регионе установлена ежемесячная денежная выплата на каждого ребёнка в возрасте от 3 до 7 лет включительно. Выплата предоставляется семьям, в которых среднедушевой доход не превышает величину прожиточного минимума на душу населения, установленную в Тульской области. В регионе за счет средств бюджета области для малообеспеченных одиноких матерей установлено ежемесячное пособие в размере 844,92 рублей. Кроме того, для беременных женщин, вставших на учёт в ранние сроки беременности и находящихся в трудной материальной ситуации, введена ежемесячная выплата в размере 13347,77 рублей.
На 1 января 2022 года размер областного материнского капитала составляет 73225,87 рублей. При рождении с 1 января 2020 года по 31 декабря 2024 года включительно третьего и (или) последующего ребёнка областной материнский капитал установлен в размере 150000 рублей.
В рамках реализации программы «Оказание содействия допольному переселению в Российскую Федерацию соотечественников, проживающих за рубежом» в 2021 году в Тульскую область прибыли 8,7 тысяч соотечественников (из них 3,4 тысяч участников программы и 5,3 тысяч членов их семей).